# Henry Lawes
Pour les articles homonymes, voir Lawes et Henry Lawes (musicien).
Henry Lawes (né le 5 décembre 1595, Dinton et décédé le 2 octobre 1662 à Londres, en Angleterre) est un musicien et compositeur britannique.

## Biographie
Né à Dinton dans le Wiltshire, il est le fils de Thomas Lawes, vicar choral à la cathédrale de Salisbury. Il reçoit son éducation musicale auprès de John Cooper, plus connu sous son pseudonyme italien Giovanni Coperario, un compositeur d'une grande renommée à cette époque. 
En 1626, Lawes est reçu gentlemen of the Chapel Royal et conserve ce poste jusqu'à ce que le Commonwealth d'Angleterre mette un terme à la musique religieuse. Son amitié avec le poète John Milton débouche sur une collaboration artistique entre les deux hommes : Lawes composera la musique de scène du masque Comus (en) de Milton, jouée au château de Ludlow en 1634. Cependant, Lawes poursuit son travail de compositeur. Il publie en 1653 son célèbre recueil de pièces vocales profanes Ayres and Dialogues for One, Two and Three Voyces, qui sera suivi par deux autres portant le même titre et parus en 1655 et 1658 respectivement. Peu après la Restauration anglaise en 1660, Lawes réintègre son poste à la chapelle royale et compose un anthem pour le couronnement du Roi Charles II d'Angleterre. 
À sa mort, Henry Lawes est inhumé dans l'Abbaye de Westminster. Il est le frère aîné de William Lawes, également compositeur.